# ولیوشتتس
ولیوشتتس (به لاتین: Velyushtets) روستایی در بلغارستان است که در استان بلاگووگراد واقع شده‌است.